# 47038 Маджоні
47038 Маджоні (47038 Majoni) — астероїд головного поясу, відкритий 17 листопада 1998 року.
Тіссеранів параметр щодо Юпітера — 3,269.